# Herrenhaus Karzin

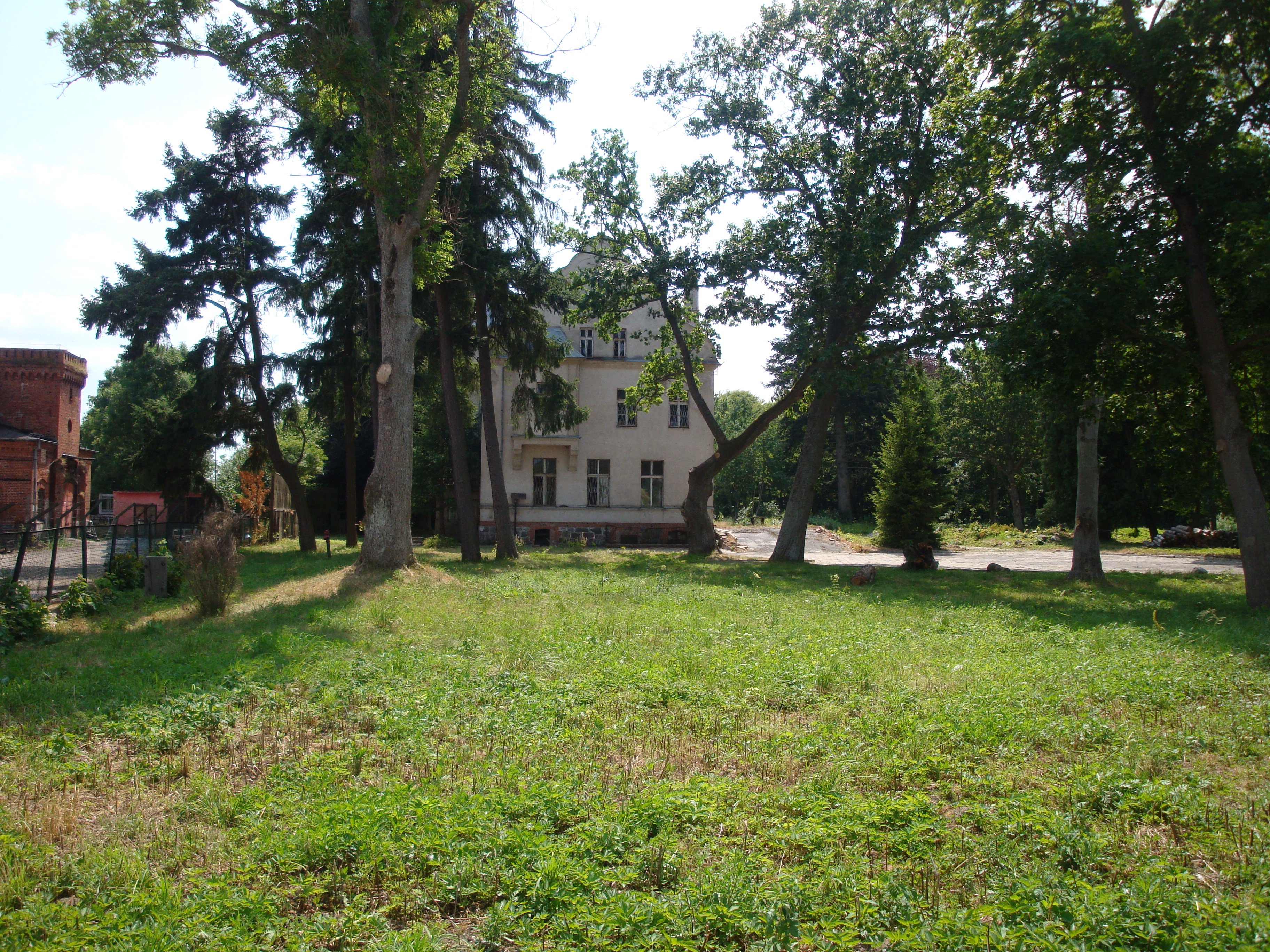
Herrenhaus Karzin

Das Herrenhaus Karzin (polnisch Palac Karżcino) befindet sich im heute polnischen Karżcino.

## Geschichte
Auf Karzin saßen im Mittelalter die Kaeke. In der frühen Neuzeit war das Gut einige Zeit lang Walzengut. Bis zum 18. Jahrhundert gehörte es verschiedenen Mitgliedern der Familie Mitzlaff. Im Jahr 1805 ging der Besitz an die von Lettow über, 1830 an Friedrich Ludwig von Sprenger und 1853 an Adolf von Zitzewitz. Im Jahr 1882 erbte Robert von Puttkamer das Gut.
Nach der polnischen Übernahme verblieb 1984 nur der Neubau des 19. Jahrhunderts. Das Schloss war Besitz der Großeltern von Christian Graf von Krockow.

## Bauwerk
Das Herrenhaus wurde eingeschossig ausgeführt, wobei eine Veranda vorgebaut wurde. Der vorgeschobene Mittelrisalit war dreiecksbekrönt. Im 19. Jahrhundert wurde dem Bau ein dreigeschossiger Querbau angefügt.